# Carl Röder
Karl Röder (Greiz, 21 febbraio 1854 – Dresda, 17 febbraio 1922) è stato uno scultore e litografo tedesco.

## Biografia
Studiò all'Accademia d'arte di Dresda con Ernst Hähnel tra gli altri. Dopo un soggiorno in Italia, lavorò a Dresda e, oltre alle opere scultoree, creò anche piccoli bronzi. Le grandi sculture comprendono "Adamo ed Eva" al Palazzo estivo di Greiz e "Germania" sulla piazza di Greiz (demolita nel 1945). La sua scultura in due parti "Aufhocker" è conservata nella sala giardino del palazzo estivo. Röder lavorò anche con la fabbrica di porcellana di Meissen, che nel 1884 fece emergere un'antica scultura in porcellana con il motivo di un guerriero morente. La sua scultura in bronzo "Ruderer" (altezza 78 cm), del 1903, è nel Museo della città di Dresda. Contribuì, con diverse figure, alle decorazioni della facciata dell'edificio dell'Accademia d'arte sulla Brühlsche Terrasse. 
Carl-Röder-Strasse, a Greiz, prende il suo nome. 

## Opere
- Huckup (Hildesheim) (1905)
- Memoriale di guerra 1870/71 a Greiz